# Међународна година сећања на борбу против ропства и његовог укидања
Међународна година сећања на борбу против ропства и његовог укидања (енгл. International Year to Commemorate the Struggle Against Slavery and Its Abolition) је 2004. година, по одлуци Генералне скупштине Уједињених нација.

## Историјат
Резолуцију Генералне скупштине Организације уједињених нација у целини, од које је ова декларација била само један параграф, су изгласали Израел, Палау и Сједињене Америчке Државе, а Аустралија и Канада су биле уздржане. Међународне године Уједињених нација, почевши од Светске године избеглица 1959—1960, одређују се како би се светска пажња усмерила на важна питања. Проглашењем међународне године у знак сећања на борбу против ропства и његово укидање обележена је двеста година од проглашења прве црначке државе, Хаитија, као и поновног уједињења народа Африке, Америке, Кариба и Европе.
Међу иницијативама које су обележиле ову комеморативну годину била је виртуелна изложба „Да не заборавимо: Тријумф над ропством”, коју су креирали Шомбург центар за истраживање црначке културе и њујоршка јавна библиотека. Такође, током године је био покренут истраживачки и информативни програм „Заборављени робови” који је реализовала Француска морска археолошка група уз подршку Унеска. Била је инспирисан олупином робовског брода l’Utile код обала Тромелин у Индијском океану 1761. године и требало је да буде део информативне кампање за подизање свести како о историји ропства, тако и о савременим облицима ропства.